# 赫克托·卡斯特羅
赫克托·卡斯特羅（西班牙語：Héctor Castro，1904年11月29日—1960年9月15日）是一名乌拉圭足球运动员和教练。 他曾代表烏拉圭國家足球隊參加1930年國際足協世界盃，烏拉圭在該屆世界杯上的首粒入球就是由赫克托·卡斯特羅踢進。